# Grundschule Salbke

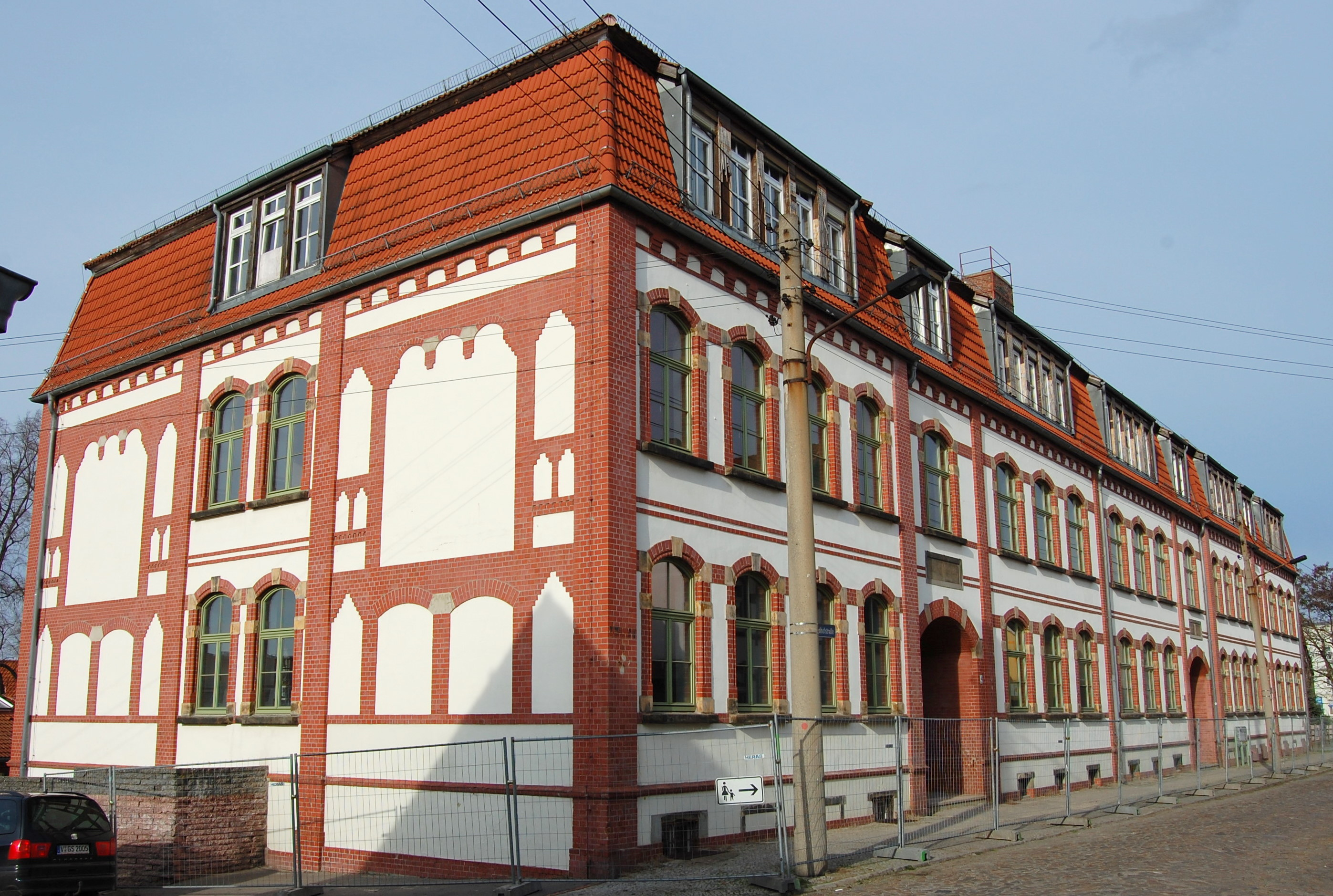
Blick aus westlicher Richtung

Die Grundschule Salbke ist ein denkmalgeschütztes Schulgebäude im Magdeburger Stadtteil Salbke.

## Geschichte
Das in der Friedhofstraße Nr. 2 gelegene Gebäude entstand ab 1904 in mehreren Bauabschnitten als Ergänzung für die weiter östlich gelegene, zu klein gewordene Alte Schule Salbke. Die Pläne sind vom Kreisbaumeister des Landkreises Wanzleben, zu dem das damals noch selbständige Salbke gehörte, Bumpert unterzeichnet. Zunächst entstand der westliche Gebäudeteil, mit dem dortigen Eingang und drei benachbarten Fensterachsen. 1905 wurde der Schulbetrieb in dem als Knabenschule konzipierten Schulhaus aufgenommen.
Nach dem ersten Entwurf war beabsichtigt über den vier westlichen Fensterachsen einen neogotischen Staffelgiebel zu errichten. Ob dieser je ausgeführt wurde, ist nicht bekannt, zumindest wäre er dann jedoch in der zweiten Bauphase ab 1910 wieder entfernt worden. In dieser Phase entstand der heutige Mittelteil bis hinter den östlichen Eingang.
Die Schule wurde als Salbker Volksschule betrieben. Als Rektoren der Schule in den 1910er Jahren sind Gustav Schmidt und Karl Malcherek bekannt. Schmidt lebte in Buckau in der Schönebecker Straße 93, Malcherek in der Wörther Straße 14, der heutigen Kroppenstedter Straße. Zu Beginn des Ersten Weltkriegs wurden auf Anordnung des Magistrats der Stadt in der Schule Veranstaltungen zur Herstellung von sogenannten Liebesgaben für die Frontsoldaten durchgeführt. Direktor Malcherek berichtete, dass kurz vor Weihnachten 1914 mit 30 Erwachsenen und 80 Kindern der stärkste Besuch zu verzeichnen war. Kriegsbedingt mussten viele Schüler in der Landwirtschaft aushelfen, wodurch vielfach Unterricht ausfiel. So teilte der Rektor Karl Malcherek am 12. Oktober 1916 an die Königliche Kreisschulinspektion mit, dass allein am 11. und 12. Oktober in der Schule 42 Gesuche zur Beurlaubung von Kindern vom Unterricht zwecks landwirtschaftlicher Arbeiten eingetroffen waren. Daraufhin verlängerte der Rektor die Ferien um acht Tage bis zum 19. Oktober. Doch auch danach bestand noch Bedarf an der Arbeitskraft der Schüler. So arbeiteten vom 24. bis 28. Oktober 1916 70 Schüler dreier Klassen der Salbker Schule in der Erntehilfe mit. Eine ähnliche Situation bestand auch in der Katholischen Volksschule in der Repkowstraße. Im Winterhalbjahr 1917/18 wurde, wohl wegen der Knappheit an Heizmaterialien, der Unterricht der Westerhüser Schule nach Salbke verlegt.
Am 23. April 1923 wurde Otto Dieckmann, bis dahin Rektor in Westerhüsen, an die Volksschule Salbke versetzt. Der national-konservative Dieckmann passte nicht zur neuen inhaltlichen Konzeption der zur Reformschule umgewandelten Westerhüsener Schule. Diekmann lebte auch weiterhin in der Sohlener Straße 128 in Westerhüsen. In der Zeit des Nationalsozialismus waren auf dem Schulgelände Friedhofstraße 2-4 auch deutsche Pflichtarbeiter und ausländische Arbeiter untergebracht. In dieser Zeit bestand im Gebäude die 28. Gemeindeschule und die 10. Mittelschule.
Zwischen 1945 und 1949 war Herbert Wahrendorf Lehrer an der Schule. Wahrendorf wurde in dieser Zeit ostdeutscher Meister im Feldhandball und war später ein bekannter Sportpädagoge und Sportfunktionär. Bis 1957 trug die Schule den Namen Grundschule Salbke, wobei die Klassen 1 bis 8 unterrichtet wurden. Schulleiter war Wilhelm Kramer, der 1952 als Verdienter Lehrer des Volkes ausgezeichnet wurde. Zur Begründung wurde ausgeführt, dass er durch gute organisatorische Fähigkeiten die Grundschule Salbke zu einer der besten Grundschulen Magdeburgs entwickelt habe. 1957 wurde die Schule zur Mittelschule und zwei neunte Klassen gebildet. Die Schüler der 9. Klassen kamen auch von den Grundschulen Fermersleben und Westerhüsen. Es war jedoch auch in Salbke weiterhin möglich nach einer Prüfung mit dem Abschluss der 8. Klasse abzugehen. Die Mittelschüler hatten in der 9. Klasse noch in der Schule Werkunterricht. Ab dem 1. September 1958 wurde der polytechnische Unterricht im Reichsbahnausbesserungswerk Salbke für Schüler der 10. Klasse durchgeführt. Für diese Schüler entfiel damit der Werkunterricht. Allerdings wurde das Fach Technisches Zeichnen in der Schule gegeben. Das Reichsbahnausbesserungswerk wurde zum Patenbetrieb der Schule. Ab 1960 wurde die Schule, wie in der ganzen DDR üblich, zu einer Polytechnischen Oberschule und trug den Namen Ernst Brandt. Dies blieb so bis 1990. Unterrichtet wurde bis zur 10. Klasse. Es gab nun nicht mehr den Abschluss der Mittleren Reife. 1984 wurde von Fahlberg-List und dem Reichsbahnausbesserungswerk ein gemeinsames polytechnisches Zentrum eingerichtet, in dem dann der Polytechnische Unterricht für die Salbker und Westerhüser Oberschule durchgeführt wurde.
Sportlich engagierte sich die Polytechnische Oberschule insbesondere auch bei der sogenannten kleinen Friedensfahrt im Vorfeld der Friedensfahrt und veranstaltete Etappenrundstreckenrennen.
Im Zuge der politischen Wende des Jahres 1989 war im Dezember 1989 erstmals der Sonnabend unterrichtsfrei. Bis dahin gab es in der Woche sechs Unterrichtstage, wobei die Stundenzahl am Sonnabend geringer war als in der übrigen Woche. Die oberen Klassen hatten zuvor sonnabends um 13.00 Uhr Unterrichtsende. Am 1. Juni 1990, dem Kindertag, wurde die zur Schule gehörende und etwas weiter westlich, auf einem ehemaligen Gelände des Friedhofs Salbke, befindliche Sporthalle eingeweiht.
2010/2011 wurde das Gebäude saniert. Der Unterrichtsbetrieb fand in dieser Zeit im Gebäude der Grundschule Westerhüsen statt. Ab Februar 2011 wurde dann wieder in Salbke unterrichtet. Mit der Schließung der Grundschule Fermersleben im Jahr 2011 gehen auch die Schüler aus Fermersleben in die Salbker Schule.

## Architektur
Das Schulgebäude ist zweigeschossig mit Mansarddach ausgeführt. Der lange Gebäudekomplex ist verputzt, wobei die Putzflächen von Lisenen aus roten Ziegeln eingerahmt werden. Die Fassade wird darüber hinaus von ähnlich gestalteten Gesimsen und Bogenfriesen gegliedert. Auch Schluss- und Kämpfersteine schmücken die Fassade. Markant sind die Umrahmungen der Segmentbogenfenster und Türöffnungen, die im Wechsel von Werkstein und roten Ziegeln gestaltet wurden. Im Inneren werden die einzelnen Klassenräume durch einen in der Mitte liegenden Flur erschlossen.
Auf dem Dach der Schule befindet sich eine Bürgersolaranlage.